# Burlington (condado de Middlesex, Massachusetts)
Burlington é um lugar designado pelo censo localizado no condado de Middlesex no estado estadounidense de Massachusetts. No Censo de 2010 tinha uma população de 24.498 habitantes e uma densidade populacional de 797,6 pessoas por km².

## Geografia
Burlington encontra-se localizado nas coordenadas 42° 30′ 12″ N, 71° 12′ 06″ O. Segundo a Departamento do Censo dos Estados Unidos, Burlington tem uma superfície total de 30.71 km², da qual 30.39 km² correspondem a terra firme e (1.05%) 0.32 km² é água.

## Demografia
Segundo o censo de 2010, tinha 24.498 pessoas residindo em Burlington. A densidade populacional era de 797,6 hab./km². Dos 24.498 habitantes, Burlington estava composto pelo 80.76% brancos, o 3.27% eram afroamericanos, o 0.16% eram amerindios, o 13.35% eram asiáticos, o 0.02% eram insulares do Pacífico, o 0.83% eram de outras raças e o 1.6% pertenciam a duas ou mais raças. Do total da população o 2.36% eram hispanos ou latinos de qualquer raça.